# سيني كونتشي
سيني كونتشي (بالفرنسية: Seyni Kountché)‏ هو عسكري من النيجر قاد انقلابا عسكريا سنة 1974 أطاح بحماني ديوري الذي كان أول رئيس للنيجر، حكم البلاد إلى وفاته سنة 1987.
يحمل الملعب الرئيسي في العاصمة نيامي اسمه.